# Alibori
Alibori is een van de twaalf departementen van het West-Afrikaanse land Benin en tevens het grootste van de departementen van Benin. Alibori telde in 2006 bijna 600.000 inwoners en is 25.000 vierkante kilometer groot. De hoofdstad van het departement is Kandi. De grootste bevolkingsgroep in de regio zijn de Bariba met 32,6%. Andere zijn de Fulbe met 22,1% en de Dendi met 18,2%. Van de bevolking is 77% moslim, hangt 12,7% de inheemse godsdiensten aan en is 10,3% katholiek.

## Grenzen
Het departement Alibori grenst aan drie buurlanden van Benin: de regio Est van Burkina Faso in het noordwesten, de departementen Tillabéri (west) en Dosso (oost) van Niger in het noorden en de staten Kebbi en Niger van Nigeria in het oosten. Departementale grenzen heeft Alibori met Atacora in het westen en Borgou in het zuiden.

## Geschiedenis
Benin was vroeger onderverdeeld in zes provincies. Op 15 januari 1999 werden deze provincies in tweeën verdeeld en de twaalf delen werden vanaf dan departementen genoemd. Alibori werd afgesplitst van Borgou dat nu ten zuiden ligt.

## Communes
Het departement is verder verdeeld in zes communes (gemeenten):
- Banikoara
- Gogounou
- Kandi
- Karimama
- Malanville
- Segbana

Alibori · Atacora · Atlantique · Borgou · Collines · Donga · Couffo · Littoral · Mono · Ouémé · Plateau · Zou